# Сарайгіровського отділення Уртакульського совхоза
Сарайгіровського отділення Уртакульського совхоза (рос. Сарайгировского отделения Уртакульского совхоза, башк. Уртакүл совхозының
Һарайғыр бүлексәһе) — село (в минулому селище) у складі Буздяцького району Башкортостану, Росія. Входить до складу Уртакульської сільської ради.
Населення — 213 осіб (2010; 224 у 2002).
Національний склад:
- башкири — 50 %
- росіяни — 29 %

Стара назва — селище Сарайгіровського Отділення Уртакульського совхоза, в радянські часи — Отділення Сарайгірське совхоза Уртакульський.